# (1157) Arabia
(1157) Arabia es un asteroide que forma parte del cinturón de asteroides y fue descubierto por Karl Wilhelm Reinmuth el 31 de agosto de 1929 desde el observatorio de Heidelberg-Königstuhl, Alemania.

## Designación y nombre
Arabia fue designado inicialmente como 1929 QC.
Posteriormente se nombró por la península asiática de Arabia.

## Características orbitales
Arabia está situado a una distancia media de 3,184 ua del Sol, pudiendo acercarse hasta 2,726 ua y alejarse hasta 3,642 ua. Su inclinación orbital es 9,544° y la excentricidad 0,1439. Emplea en completar una órbita alrededor del Sol 2075 días.